# 新加坡体育博物馆

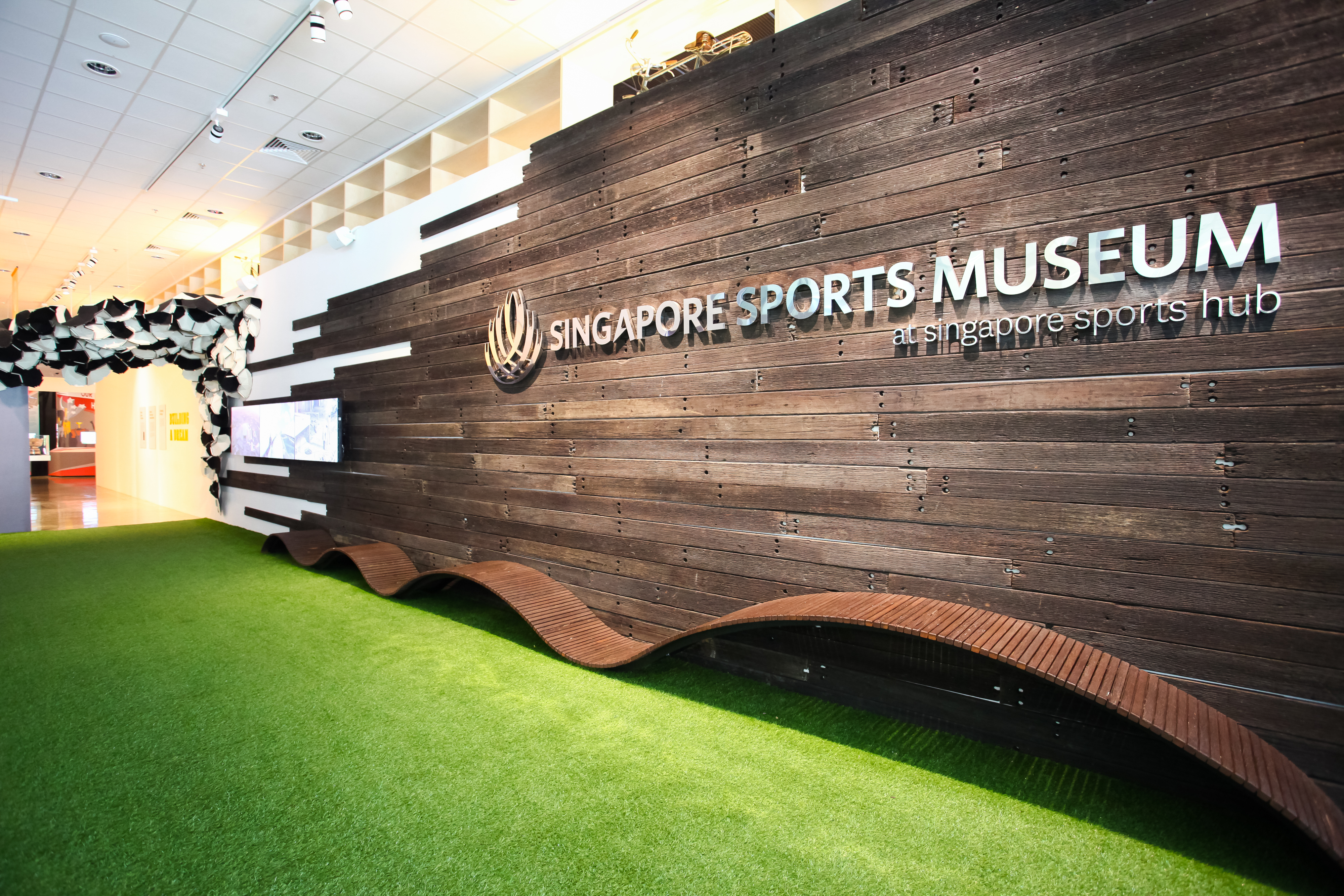
新加坡体育博物馆

新加坡体育博物馆（英語：Singapore Sports Museum）是一座位于新加坡的体育博物馆。

## 历史
原来位于新加坡前国家体育场西侧，1983年5月正式对外开放，配合1983年东南亚运动会同时开幕。1984年正式加入美国国际体育博物馆协会。2007年6月30日新加坡前国家体育场正式关闭，博物馆随后搬迁至新加坡体育城建成新馆。博物馆共有六个展厅。